# Juliana Rojas
Juliana Rojas (Campinas, 23 de junio de 1981) es una cineasta brasileña. Junto con el también cineasta Marco Dutra, Rojas se especializó en el cine de terror vinculado a las tensiones sociales.

## Trayectoria
Rojas se graduó en la Escuela de Cine de la Universidad de São Paulo en 2005, con especialización en Edición, Guion y Sonido. Rojas comenzó su carrera mientras era estudiante. En 2004, y como proyecto final para la escuela, dirigió su primera película con el cineasta brasileño Marco Dutra, el cortometraje Lenço Branco que fue incluido en la sección Cinéfondation del Festival de Cannes.
En 2007, Rojas y Dutra codirigieron otro cortometraje Um Ramo, que fue nominado en la Semana de la Crítica del Festival de cine de Cannes. Um Ramo fue realizado con financiación del gobierno de São Paulo, a través de un "Edital" (aviso público) y producido por Sara Silveira de la productora Dezenove Som e Imagens. Um Ramo utilizaba elementos de fantasía para retratar la vida urbana de la clase media contemporánea, característica constante en la obra de Rojas y Dutra.
Con Dutra, codirigió en 2009 el cortometraje As Sombras y en 2010 Desassossego - filme das maravilhas. En 2011, dirigió su primer largometraje, Trabalhar Cansa - Hard Labor, que formó parte de la selección Un certain regard, en el Festival de Cannes. Esta película fue nominada a diez categorías en la Federación de Industrias del Estado de São Paulo, como Mejor Película y Mejor Director. También fue presentada en el Festival de Cine de Sitges.
En 2017, también en codirección con Dutra, presentó la película con As Boas Maneiras, que contaba con la participación de las actrices Isabél Zuaa y Marjorie Estiano. El filme se inspiró en el terror psicológico característico del cineasta Jacques Tourneur y fue presentado en el Festival Internacional de Cine de Locarno y en el Festival de Cine de Sitges.
Rojas también dirigió varias películas en solitario como: Vestida en 2008, Pra domir tranquilo en 2011 y O Duplo en 2012, esta última estrenada en Cannes y también en la XVI Mostra de Cinema Tiradentes en 2013. Además de su carrera como directora, también ha sido editora en algunas películas brasileñas de directores como Manoela Ziggiati, Maria Clara Escobar, Flora Dias, Paolo Gregori, Marcelo Toledo, Caetano Gotardo o el propio Dutra.
Rojas es miembro del colectivo Filmes do Caixote ("Películas del Cajón" en español) del que forman parte directores jóvenes de cine de São Paulo y Río de Janeiro, entre los que también se encuentra Marco Dutra, Caetano Gotardo, João Marcos de Almeida y Sergio Silva.
También Um ramo, Premio Descubrimiento de KODAK, y O duplo, fueron seleccionados en la Semana de la Crítica. Cannes también estrenó su primer largometraje Trabalhar cansa (Una Cierta Mirada), ganador del Tercer Coral de Ópera Prima en La Habana.

## Reconocimientos
En 2007, Um Ramo se convirtió en el único cortometraje brasileño premiado en la Semana de la Crítica del Festival de cine de Cannes. En 2011, obtuvo el Tercer Premio Coral en la categoría de Opera Prima en el Festival de Cine de La Habana por Trabalhar Cansa. En 2014, ganó el premio a la categoría de críticos en el Festival de Cine de Gramado con su largometraje llamado Sinfonia da Necrópole. En 2017, su filme Good Manners fue reconocido con el Premio Especial del Jurado en el Festival Internacional de Cine de Locarno.

## Filmografía
| Codirección con Marco Dutra                | Directora                    | Editora                                                  |
| ------------------------------------------ | ---------------------------- | -------------------------------------------------------- |
| O Lenço Branco (2004)                      | Vestida (2008)               | Pulsações (2011) – Manoela Ziggiati                      |
| Um Ramo (2007)                             | Pra dormir tranquilo (2011)  | Os dias com ele (2012) – Maria Clara Escobar             |
| As Sombras (2009)                          | O Duplo (2012)               | Corpo Presente (2012) – Paolo Gregori and Marcelo Toledo |
| Desassossego – filme das maravilhas (2010) | Sinfonia da necrópole (2014) | O que se move (2012) – Caetano Gotardo                   |
| Hard Labor (2011)                          |                              | Quando eu era vivo (2012) – Marco Dutra                  |
| Good Manners (2017)                        |                              |                                                          |